# Acanthodillo agasketos
Acanthodillo agasketos är en kräftdjursart som beskrevs av Lewis 1998. Acanthodillo agasketos ingår i släktet Acanthodillo och familjen Armadillidae. Inga underarter finns listade i Catalogue of Life.